# Ali Boukaroum
Ali Boukaroum (en arabe : علي بوقاروم) est un footballeur algérien né le 15 novembre 1983 à Alger. Il évoluait au poste de milieu de terrain.

## Biographie
Il évolue en première division algérienne avec son club formateur, le MC Alger et l'OMR El Anasser, puis il termine sa carrière dans des clubs de divisions inférieures. Il dispute 48 matchs en Ligue 1.